# Crisis energética de 1992 en Colombia
La Crisis energética de 1992 fue una crisis que se presentó durante el gobierno del presidente César Gaviria, entre el 2 de marzo de 1992 y el 7 de febrero de 1993 provocada por el fenómeno de El Niño; sin embargo, el fenómeno climático provocó sequías en Colombia, lo que afectó también los niveles de embalses generadores de energía hidroeléctrica y una crisis en la empresa de servicios públicos del estado llamada Interconexión Eléctrica S.A. (ISA).

## Antecedentes
El Niño se produce cuando aguas cálidas que se origina cerca de Australia entra a las costas sudamericanas. Se presentan cambios en las especies marinas y se producen epidemias, sequías o inundaciones. El fenómeno se presenta en promedio una vez por década, pero el efecto puede perdurar por años. En Colombia el fenómeno ocasiona sequía y en 1992 coincidió con los problemas de infraestructura del sector hidroeléctrico.

## Racionamiento
El gobierno del entonces presidente de Colombia, César Gaviria, decidió tomar medidas de racionamiento. El 2 de marzo el gobierno anunció cortes de luz eléctrica. En ciudades como Bogotá hubo racionamiento energético hasta por 9 horas y en las islas de San Andrés y Providencia por 18 horas. La comunidad empezó campañas de concienciación llamada "Cierre la llave", iniciativa que buscaba cuantificar los litros de agua que se desperdiciaban. En Cali, se decretaron seis días de cárcel para los derrochadores de agua, y en Buenaventura también 2 días sin energía.

### La "Hora Gaviria"
Como otra medida, el gobierno tomó la decisión de adoptar un horario de verano, cambiando la hora del uso UTC-5 al UTC-4 que era el que usaba Venezuela por aquel entonces. La medida conocida como "Hora Gaviria" comenzó a las 12:00 AM del 2 de mayo de 1992. Mil alcaldes municipales de los 1.024 que tenía el país en ese momento se negaron a cambiar a la zona horaria y solo se ajustaron a la medida diez meses después. El 7 de febrero de 1993 terminó la época de racionamiento.

## Corrupción
Se presentaron hechos de corrupción en electrificadoras como El Guavio y TermoRío donde el conocido narcotraficante Pablo Escobar tenía varias operaciones.